# David Hellebuyck
David Hellebuyck (Nantua, Francia, 12 de mayo de 1979), exfutbolista francés. Jugaba como volante.

## Clubes
| Club                | País    | Año        |
| ------------------- | ------- | ---------- |
| Olympique Lyonnais  | Francia | 1998-1999  |
| EA Guingamp         | Francia | 1999-2000  |
| Lausanne Sports     | Suiza   | 2000-2001  |
| AS Saint-Etienne    | Francia | 2001-2006  |
| París Saint-Germain | Francia | 2006-2007  |
| Olympique de Niza   | Francia | 2007- 2012 |